# Brottsofferdirektivet
Brottsofferdirektivet, eller direktiv 2012/29/EU, är ett europeiskt direktiv som reglerar rättigheter samt stöd och skydd för brottsoffer inom Europeiska unionen. Direktivet utgör en del av unionens straffrättsliga samarbete. Det antogs den 25 oktober 2012 av Europaparlamentet och Europeiska unionens råd, och skulle vara införlivat i medlemsstaternas nationell lagstiftningar senast den 16 november 2015. Genom direktivet upphävdes ett tidigare rambeslut om brottsoffers ställning i straffrättsliga förfaranden.
Direktivet är bindande för alla Europeiska unionens medlemsstater, utom Danmark, som åtnjuter en undantagsklausul på området med frihet, säkerhet och rättvisa.